# Festa de l'os de Prats de Molló
La festa de l'os de Prats de Molló, també anomenada El Dia dels Ossos, és una festivitat que té lloc anualment a finals d'hivern a la vila de Prats de Molló (comuna de Prats de Molló i la Presta), a la comarca del Vallespir, Catalunya del Nord.
Les festes de l'os de Prats de Molló, juntament amb les dels municipis vallespirencs d'Arles i Sant Llorenç de Cerdans són les úniques que encara se celebren íntegrament a tota la serralada dels Pirineus. Se succeeixen en tres diumenges no coincidents, posteriors a la festa de la Candelera (2 de febrer). En la mitologia pirenaica, aquesta data assenyala la sortida de l'os bru de la hibernació i l'inici de la fi de l'hivern.
Les tres festes de l'os de l'Alt Vallespir estan registrades a l'Inventari del patrimoni cultural immaterial de França. El 2021, aquestes celebracions es van cancel·lar a causa dels alts índexs epidemiològics de la pandèmia de Covid-19. Prats de Molló es va agermanar amb el poble de la Mata, municipi del nord del País Valencià (comarca dels Ports) on es realitza la festa de l'Onso de la Mata.

## Història
En el present, la festa s'ha estandarditzat. Hi solen haver tres ossos, tot i que en anys passats, quan no acudia tanta gent a la representació, n'eren dos. Com als altres llocs, abans es feia per la Candelera, però ara s'ha traslladat al tercer diumenge de febrer.
Segons la llegenda, en temps remots un os segrestà una fadrina de Prats de Molló i la tancà al seu cau. Li dugué les millors menges i li feu propostes deshonestes, que la noia rebutjà cada vegada tot invocant la Mare de Déu de les Salines. Quan feia nou dies que era presonera, per la Candelera, la noia va aconseguir escapar-se i se'n tornà a casa seva. En veure l'os que la seva presa se li havia esmunyit, la bèstia cridà tan fort que el seu esbramec fou sentit arreu de les valls pirinenques.
Hi ha diversos registres documentals que donen fe de la festa de l'os a Prats de Molló com a mínim des del segle xix:
| «                                                                    | A Prats de Molló, el segle passat la cacera es representava diumenge de Carnaval i els ossos eren quatre. Aquests eren mossos contractats, que rebien per fer la seva feina carn de porc, arròs i vi. De bon matí anaven al bosc i feien un bon àpat amb les provisions subministrades, i després cadascun dels personatges s'amagava el millor possible. Els caçadors, també després d'un bon tiberi, s'encaminaven al bosc seguits per un flabiolaire, que es quedava a l'entrada i esperava que tornessin. Cada os, en sentir el tret que li anava adreçat, tenia l'obligació de deixar-se caure i posar-se un dogal al coll. Ja dins el poble, començava la gatzara general i les «bèsties» escometien la gent, especialment les noies. Finalment, se'ls portava a la plaça i es feia una cerimònia grotesca en què un «barber» els afaitava. Després es ballava el contrapàs de la revenja, que iniciaven els quatre «ossos» i els «caçadors», en el qual les «bèsties» recuperaven la dignitat humana. | » |
| — Ramon Violant i Simorra, El Pirineo español, 1949, p. 628. Citat a | |   |

També s'ha preservat un film d'Antoin Caillet, del 6 de febrer de 1936 o de 1938, que segurament recull les imatges cinematogràfiques més antigues que es guarden d'aquesta celebració. Un altre document en blanc i negre és el foto-reportatge de 36 negatius del periodista Jean Ribière, que el 1952 pujà a l'Alt Vallespir per tractar d'immortalitzar una festa que aleshores encara es considerava intimista: El Dia dels Ossos de Prats de Molló.

## Descripció de la festa
Tres grups comparteixen les festes: els tres ossos, els caçaires (caçadors, en català septentrional) i els barbers. Els ossos es reconeixen per les pells d'ovella amb les que es recobreixen el cap, el tronc, l'esquena i el cos fins als genolls. Els caçaires van vestits amb roba verda militar, duen gorres de colors o barretines i escopetes de perdigons. Els barbers són generalment homes madurs enfarinats i vestits de negre. Els tres grups sumen finalment una trentena d'homes d'entre 18 a 55 anys. Això marca un enfrontament entre generacions que no es veu a les altres dues festes de l'os de l'Alt Vallespir. La caça dura dues hores durant les quals els ossos recorren el vilatge, es llancen cridant contra vel que es belluga, especialment noies, unten les seves víctimes de sutge i les arrosseguen per terra. L'escena final de l'afaitat reuneix els ossos i els barbers a la plaça principal del poble, sota la mirada de la població que fa festa. La celebració acaba amb música i balls. La Festa de l'Os de Prats de Molló és la primera celebració del cicle de carnaval, que continua durant els quatre dies vinents. És considerada la més disbauxada i més ferotge de les tres festes de l'os de l'Alt Vallespir.

## Desenvolupament de la festa
- Matí: els ossos i els caçaires es reuneixen als cafès del poble, mentre els barbers es conviden a casa seva per fer un bon esmorzar.

- Presentació de la pota d'os per part de l'alcalde d'Arles, que ell mateix va rebre de l'alcalde de Sant Llorenç de Cerdans, per obrir la festa. A continuació, es ballen unes sardanes, en les que participen plegats els actors de la festa, altres homes del poble i visitants que hi vulguin participar.

- Migdia: els ossos i els caçaires pugen el turó en direcció al fort la Guàrdia, ciutadella construïda per l'enginyer militar Le Preste de Vauban al segle xvii. Allà a dalt, a les graelles, els ossos fan un àpat, mentre els barbers els esperen als bars de la vila. Com indicà Joan Amades, com més bé haguessin begut els ossos, millor farien el seu paper.[6]

- 13:30 h: la preparació dels ossos comença a dalt al fort sota la mirada del públic. Un cop havent dinat, es cobreixen amb pells de xai i s'unten per tot el cos amb una barreja d'oli i sutge. Aquesta preparació es realitza amb un acompanyament musical, normalment amb instruments tradicionals catalans (gralles, flabiols i tabals). La tonada «Aire de l'Os» es toca ininterrompudament i acompanyarà les càrregues dels ossos durant tota la jornada. El públic també canta la melodia, cridant l'atenció dels ossos per provocar-los. Durant la preparació, els animals s'escalfen durant una bona estona desafiant un caçador amb un llarg pal. Per marcar el final d'aquesta fase preparatòria, els ossos llancen un fort grunyit similar al crit de l'animal per anunciar l'inici de la seva escomesa pels carrers de la vila. Aquest grunyit l'esperen els espectadors, que l'aclamen amb cordialitat. Al llarg d'aquesta etapa de preparació i al començament de la cursa, hi ha una intensa interacció entre els ossos i els espectadors, que els burlen abans de ser atacats més avall a la vila.

A dins de la vila, els ossos es dispersen entre la multitud i els caçadors que els acompanyen van escollint secretament persones a les quals els ossos atacaran. És a dir, les hi saltaran al damunt i les abraçaran, rodolant per terra i empastifant-les de negre amb el betum d'oli i sutge. Sovint són les noies joves les que estan més exposades, tot i que els homes també poden ser atacats. Les taques negres indelebles de l'os, als rostres i a la roba, és tot un honor per als habitants, que després les mostren ufanoses com un trofeu.
Durant totes les corredisses, els caçaires són de fet els aliats dels ossos i no els seus enemics. Els ajuden donant-los vi després de cada escomesa, però també oli i sutge que els ossos es freguen de nou pels braços, el coll i la cara per poder continuar empastifant de valent els pobletans. Cada cop que es produeix un atac d'os, el caçaire que l'acompanya efectua un tret a l'aire.
- 16:30 h: els ossos arriben a la Place du Foirail on els esperen els barbers vestits i maquillats de blanc. N'hi ha nou, dividits en grups de tres. Cada grup de barbers té assignat un os per atrapar. L'os sovint aconsegueix escapar per sorpresa i continuar atacant el públic. Aquestes escenes, al final de la tarda, acostumen a ser més caòtiques: tothom corre, els ossos són arrossegats per terra, la gent crida, mentre els músics continuen tocant.

Finalment, els tres ossos es reuneixen al centre de la plaça. Els músics toquen l'«Aire dels Barbers», mentre comencen el seu treball d'afaitar les bèsties i retornar-los a la condició humana. Els ossos són despullats i llencen els seus pelatges bruts i tacats de sutge al públic. A continuació, tots els participants comencen a ballar, seguits del públic, i a la nit, la festa continua als cafès i bars de la ciutat. Els dies següents es completa el cicle de carnaval.

## La festa de l'os de Prats de Molló en la literatura
Com a mínim, dues novel·les escrites en català han estat ambientades parcialment durant la festa de l'os de Prats de Molló. El dia de l'ós (2004), de Joan-Lluís Lluís, va ser guardonada amb el Premi Crexells 2004, guardó que atorga l'Ateneu Barcelonès a la millor novel·la publicada l'any anterior. En la narrativa del llibre, els fets viscuts pels vilatans en el present i el passat conflueixen i es barregen amb els auguris d'una llegenda popular que vincula el retorn de l'os amb la presència militar francesa a la Catalunya del Nord. És, doncs, una novel·la que es mou entre la faula i la realitat, amb un rerefons polític.
Canto jo i la muntanya balla (2019) és una novel·la d'Irene Solà ambientada en una zona indefinida d'alta muntanya, entre Camprodon i Prats de Molló. L'obra ressegueix el rastre de la retirada republicana, beu en les llegendes recollides a les Muntanyes maleïdes de Pep Coll o El dia de l'ós de Joan-Lluís Lluís, i es nodreix de descripcions de diverses tesis doctorals sobre la cacera de bruixes històrica a Catalunya. La veu narrativa queda fragmentada: hi prenen la paraula núvols, dones d'aigua, bolets, persones vives, persones mortes, un cabirol, una gossa i fins i tot la mateixa muntanya. Tot plegat, en paraules de Ponç Puigdevall, al servei d'«una estratègia, o una lògica d'avançament: passar d'una situació a una altra com si fos un dispositiu d'històries sense final, com si importés més l'acció de narrar que el narrat i es privilegiés la consciència que cada capítol pertany a una tradició literària ben definida, la tradició del bon contar». La novel·la de Solà va guanyar el Premi Anagrama de novel·la en català 2019, el Premi de Literatura de la Unió Europea 2020 i el Premi de Narrativa Maria Àngels Anglada 2020.